# Ассистированный суицид
Ассисти́рованный суици́д — это самоубийство, совершенное с помощью другого человека. Этот термин обычно относится к ассисти́рованному врачо́м суици́ду, то есть суициду, совершаемому при содействии врача или другого медицинского работника. После того, как будет установлено, что ситуация человека подпадает под действие законов об ассистированном врачом суициде, помощь врача обычно ограничивается выпиской рецепта на смертельную дозу лекарства.
Во многих правовых системах помощь человеку в совершении самоубийства является преступлением. Люди, поддерживающие легализацию ассистированного врачом суицида, хотят, чтобы те, кто помогает добровольно уйти из жизни, были освобождены от уголовного преследования за непредумышленное убийство или подобные преступления. Ассистированный врачом суицид является законным в некоторых странах при определённых обстоятельствах, включая Австрию, Бельгию, Канаду, Германию, Люксембург, Нидерланды, Новую Зеландию, Испанию, Швейцарию, часть США и часть Австралии. Конституционные суды Колумбии, Германии и Италии легализовали ассистированный суицид, но правительства этих стран пока не приняли законодательных актов и не регулируют эту практику.
В большинстве этих штатов или стран, чтобы получить право на юридическую помощь, люди, обращающиеся за ассистированным врачом суицидом, должны соответствовать определённым критериям, в том числе: иметь неизлечимое заболевание, доказать, что они находятся в здравом уме, добровольно и неоднократно выразить своё желание умереть и принять указанную смертельную дозу собственноручно. Законы в разных странах имеют разную сферу действия. В Соединённых Штатах Америки ассистированный врачом суицид ограничивается теми, кому по прогнозам осталось жить шесть месяцев или меньше. В Канаде любой человек с инвалидностью имеет право на смерть с помощью ассистированного врачом суицида. В других странах, таких как Германия, Канада, Швейцария, Испания, Австрия, Бельгия и Нидерланды, наличие диагноза неизлечимой болезни не является обязательным условием, и добровольная эвтаназия дополнительно разрешена.

## Терминология
Суицид — это акт убийства самого себя. Ассистированный суицид — это суицид с материальной помощью другого человека, например, в средствах или оборудовании, в то время, как при ассистированном врачом суициде врач «сознательно и намеренно предоставляет человеку знания или средства или то и другое, необходимые для совершения самоубийства, включая консультирование о смертельных дозах лекарств, назначение таких смертельных доз или поставку лекарств».
Суицид отличается от эвтаназии, иногда называемой убийством из милосердия, при которой умирающий человек не доводит дело до своей смерти, но его убивают для того, чтобы он перестал испытывать дальнейшие страдания. Эвтаназия может происходить с согласия или без согласия, и может быть классифицирована как добровольная, недобровольная или принудительная. Убийство человека, который страдает и даёт согласие, называется добровольной эвтаназией. В настоящее время это законно в некоторых регионах. Если человек не может дать согласие, это называется недобровольной эвтаназией. Эвтаназия человека, который не хочет умирать или способен дать согласие, но его согласие не было получено, является принудительной эвтаназией и рассматривается как убийство.
Право на смерть — это убеждение, что люди имеют право на смерть путём самоубийства, эвтаназии или отказа от жизненно важного лечения.
Суицидизм можно определить как «качество или состояние суицидальности» или как «[…] угнетающую систему (вытекающую из несуицидальных предпосылок), функционирующую на нормативном, дискурсивном, медицинском, правовом, социальном, политическом, экономическом и эпистемологическом уровнях, в которой суицидальные люди испытывают многочисленные формы несправедливости и насилия […]».

### Помощь в смерти и суицид с посторонней помощью
Некоторые сторонники ассистированного суицида категорически возражают против использования слов «ассистированный суицид» и «самоубийство», когда речь идёт об ассистированном врачом суициде, и предпочитают такие фразы, как «медицинская помощь при смерти» или «помощь при смерти». Это мотивируется тем, чтобы отвести дискуссию от самоубийств, которые обычно совершаются теми, кто не является неизлечимо больным и не имеет права на помощь там, где это разрешено законом. Они считают, что эти случаи негативно повлияли на слово «суицид», и его нельзя использовать для обозначения практики врача, прописывающего смертельные препараты человеку с неизлечимой болезнью. Тем не менее, в некоторых правовых системах, например, в Канаде, «помощь при смерти» является абсолютно допустимой и пересекается с суицидальными настроениями — канадцы-инвалиды, склонные к суициду из-за отсутствия соответствующих лекарств или домашнего ухода, которые не умирают иным способом, умерли благодаря ассистированному врачом суициду с тех пор, как эта практика была расширена в 2021 году. Более того, термин «помощь при смерти» также используется для обозначения других практик, таких как добровольная эвтаназия и терминальная седация.

## Ассистированный врачом суицид

### Поддержка

#### Аргументы за
Аргументы в поддержку ассистированной смерти включают уважение автономии пациента, равное отношение к неизлечимо больным пациентам, находящимся на жизнеобеспечении и без него, сострадание, личную свободу, прозрачность и этику ответственности. Когда смерть неизбежна (полгода или меньше), пациенты могут выбрать ассистированную смерть в качестве медицинского варианта, чтобы сократить то, что человек воспринимает как невыносимый процесс наступления смерти. В Соединённых Штатах боль в основном не является основной причиной обращения за врачебной помощью при суициде; три наиболее часто упоминаемые проблемы в конце жизни, о которых сообщили жители штата Орегон, воспользовавшиеся Законом о смерти с достоинством в 2015 году, были следующими: снижение способности участвовать в деятельности, которая делала жизнь приятной (96,2 %), потеря автономии (92,4 %) и потеря достоинства (75,4 %).

##### Статистика штата Орегон
По данным исследования, проведённого медсёстрами и социальными работниками хосписа в штате Орегон, симптомы боли, депрессии, тревоги, сильного воздушного голода и страха перед процессом умирания были более выражены у пациентов хосписа, которые не просили выписать смертельный рецепт на барбитураты — препарат, используемый для ассистированной врачом смерти.
В отчёте Journal of Palliative Medicine о моделях использования хосписов отмечается, что Орегон находится как в самом высоком квартиле использования хосписов, так и в самом низком квартиле потенциально опасных моделей использования хосписов. Аналогичная тенденция была обнаружена в Вермонте, где в 2013 году была разрешена помощь при смерти (AiD).
В феврале 2016 года штат Орегон опубликовал отчёт о показателях за 2015 год. В течение 2015 года в штате было 218 человек, которые получили одобрение и смертельные препараты для прекращения своей жизни. Из этих 218 человек 132 неизлечимо больных пациента в конечном итоге приняли решение принять препараты, что привело к их смерти. Согласно опросу, проведённому Отделом общественного здравоохранения штата Орегон, большинство участников опроса, 78 %, были в возрасте 65 лет и старше и преимущественно белыми, 93,1 %. У 72 % неизлечимо больных пациентов, решивших покончить с жизнью, была диагностирована та или иная форма рака. В ходе опроса, проведённого в штате Орегон в 2015 году, смертельно больных, участвующих в программе медицинской помощи при смерти, спросили, что их больше всего беспокоит в последние дни жизни: 96,2 % этих людей назвали потерю способности участвовать в деятельности, которая когда-то приносила им удовольствие от жизни, 92,4 % — потерю автономии, или независимости от собственных мыслей и действий, и 75,4 % — потерю собственного достоинства.

##### Статистика штата Вашингтон
В Вашингтоне также отмечена тенденция роста числа смертей, вызванных приёмом смертельных доз лекарств, выписанных врачами: с 64 смертей в 2009 году до 202 смертей в 2015 году. Среди умерших 72 % были больны раком в последней стадии, а 8 % — нейродегенеративными заболеваниями (включая БАС).

##### Опросы в США
Опросы, проведённые Gallup начиная с 1947 года, на вопрос: «Как вы думаете, если у человека болезнь, которую невозможно вылечить, следует ли разрешить врачам прекращать жизнь пациента безболезненным способом, если пациент и его семья попросят об этом?» показывают, что поддержка этой практики возросла с 37 % в 1947 году до плато примерно в 75 % в период с 1990 по 2005 год. Когда вопрос для опроса был изменён таким образом, чтобы в нём фигурировала «сильная боль», а не неизлечимая болезнь, «легализация», а не общее разрешение врачей, и «суицид пациента», а не добровольная эвтаназия под руководством врача, общественная поддержка оказалась значительно ниже, примерно на 10-15 %.
Опрос, проведённый National Journal и Regence Foundation, показал, что жители Орегона и Вашингтона лучше остальных жителей страны знакомы с термином «уход в конце жизни», а жители обоих штатов немного лучше знают термины «паллиативная помощь и хосписный уход».
Исследование, проведённое в журнале Journal of Palliative Medicine, показало, что члены семей пациентов, выбравших ассистированную смерть, чаще находили положительный смысл в уходе за пациентом и были более подготовлены к принятию смерти пациента, чем члены семей пациентов, не обратившихся за ассистированной смертью.

#### Меры безопасности
Многие действующие законы о ассистированной смерти содержат положения, призванные обеспечить надзор и следственные процессы для предотвращения злоупотреблений. Сюда входят процессы отбора и квалификации, обязательная государственная отчётность медицинской команды и надзор со стороны медицинской комиссии. В Орегоне и других штатах два врача и два свидетеля должны подтвердить, что просьба человека о смертельном исходе не была сделана под принуждением или неправомерным давлением.
Эти меры безопасности включают подтверждение места жительства и соответствия требованиям. Пациент должен встретиться с двумя врачами, которые должны подтвердить диагнозы, прежде чем продолжить процедуру; в некоторых случаях проводится психиатрическая экспертиза, чтобы определить, принимает ли пациент это решение самостоятельно. Следующие шаги — два устных запроса, период ожидания минимум 15 дней до подачи следующего запроса. Письменный запрос, который должен быть засвидетельствован двумя разными людьми, один из которых не должен являться членом семьи, а затем ещё один период ожидания, в течение которого врач пациента говорит, имеет ли он право на получение препаратов или нет («Death with Dignity»).
Споры о том, работают ли эти меры безопасности, ведутся между противниками и сторонниками.

#### Религиозные позиции в поддержку

##### Унитарианский универсализм оленя
Согласно Генеральной резолюции 1988 года, «Унитарианские универсалисты выступают за право на самоопределение при наступлении смерти и за освобождение от гражданских или уголовных наказаний тех, кто при надлежащих гарантиях действует, чтобы соблюсти право неизлечимо больных пациентов выбирать время своей смерти».

### Оппозиция

#### Медицинская этика

##### Клятва Гиппократа
Некоторые врачи напоминают, что ассистированный врачом суицид противоречит Клятве Гиппократа, которую исторически дают врачи. Она гласит: «Я не дам смертельный препарат никому, если меня попросят, и не буду советовать такой план». Тем не менее, первоначальная клятва была многократно изменена и, вопреки распространённому мнению, не является обязательной в большинстве современных медицинских учебных заведений и не налагает никаких юридических обязательств на лиц, решивших её дать. Существуют также процедуры, запрещённые клятвой Гиппократа, которые сегодня широко практикуются, например, аборты и казни.

##### Женевская декларация
Женевская декларация — это пересмотр клятвы Гиппократа, впервые составленной в 1948 году Всемирной медицинской ассоциацией в ответ на принудительную (недобровольную) эвтаназию, евгенику и другие медицинские преступления, совершённые в нацистской Германии. Она содержит слова: «Я буду поддерживать максимальное уважение к человеческой жизни».

##### Международный кодекс медицинской этики
Международный кодекс медицинской этики, пересмотренный в последний раз в 2006 году, содержит слова «Врач должен всегда помнить об обязанности уважать человеческую жизнь» в разделе «Обязанности врачей по отношению к пациентам».

##### Марбельское положение
Марбельское положение было принято 44-й Всемирной медицинской ассамблеей в Марбелье, Испания, в 1992 году. В нём говорится, что «ассистированный врачом суицид, как и добровольная эвтаназия, является неэтичным и должно быть осуждено медицинской профессией».

#### Опасения по поводу распространения на людей с хроническими заболеваниями
Специалисты в области здравоохранения, выступающие против ассистированного врачом суицида, обеспокоены тем, что эта процедура может иметь негативные последствия для уязвимых групп населения. Данный аргумент известен как «скользкая дорожка». Этот аргумент включает в себя опасение, что после того, как ассистированный врачом суицид начнёт применяться к смертельно больным, он распространится на другие уязвимые группы населения, а именно на инвалидов, и может начать использоваться теми, кто чувствует себя менее достойным на основании своего демографического или социально-экономического статуса. Кроме того, уязвимые группы населения подвергаются большему риску преждевременной смерти, поскольку «пациенты могут быть подвергнуты ассистированному врачом суициду без их искреннего согласия».

#### Религиозные позиции против

##### Католицизм
Римско-католическая церковь признаёт тот факт, что моральные решения относительно жизни человека должны приниматься в соответствии с его собственной совестью и верой. Католическая традиция говорит, что забота о страданиях другого человека не является достаточным основанием для принятия решения о целесообразности добровольной эвтаназии. Согласно Катехизису Католической церкви, «Бог — творец и автор всей жизни». В этой системе верований Бог создал человеческую жизнь, поэтому Бог является судьёй того, когда прекращать жизнь. С точки зрения Римско-католической церкви, сознательное прекращение своей жизни или жизни другого человека является морально неправильным и противоречит католической доктрине. Более того, прекращение жизни лишает человека и его близких оставшегося в жизни времени и вызывает горе и печаль у тех, кто остался.
Папа Франциск в настоящее время является доминирующей фигурой католической церкви. Он утверждает, что смерть — это славное событие, которое не должно решаться никем, кроме Бога. Папа Франциск утверждает, что защита жизни означает защиту её святости. Римско-католическая церковь учит своих последователей, что акт эвтаназии неприемлем, потому что он воспринимается как грех, поскольку противоречит одной из десяти заповедей. Как подразумевается в шестой заповеди «Не убий», акт ассистированного суицида противоречит достоинству человеческой жизни, а также уважению к Богу. Кроме того, Римско-католическая церковь рекомендует неизлечимо больным пациентам получать паллиативную помощь, которая устраняет физическую боль и одновременно лечит психологические и духовные страдания, вместо ассистированного врачом суицида.

##### Иудаизм
Хотя сохранение жизни является одной из величайших ценностей в иудаизме, в Библии и раввинской литературе встречаются случаи самоубийства и ассистированного суицида. Власти в средневековье спорили о легитимности этих мер и о том, в каких ограниченных обстоятельствах они могут применяться. Вывод большинства более поздних раввинских властей и принятая нормативная практика в иудаизме заключаются в том, что самоубийство и ассистированный суицид не могут быть разрешены даже для пациентов в терминальной стадии заболевания, испытывающих невыносимую боль.

##### Церковь Иисуса Христа Святых последних дней
Церковь Иисуса Христа Святых последних дней (Церковь СПД) выступает против ассистированного суицида и эвтаназии, и любой, кто принимает участие в них, считается нарушившим заповеди Бога. Однако церковь признаёт, что когда человек находится на последних стадиях неизлечимой болезни, может возникнуть необходимость принятия трудных решений. Церковь утверждает: «Когда смерть становится неизбежной, на неё следует смотреть как на благословение и целенаправленную часть вечного существования. Члены церкви не должны чувствовать себя обязанными продлевать земную жизнь неразумными способами».

### Нейтралитет
Были призывы к организациям, представляющим медицинских работников, занять нейтральную позицию в отношении помощи при смерти, а не оппозиционную. Аргументация такова, что это якобы будет лучше отражать мнение медицинских работников и общества в целом, и не позволит этим организациям оказывать чрезмерное влияние на дебаты.
В июле 2009 года Королевский колледж медсестёр Великобритании проголосовал за переход к нейтральной позиции в отношении помощи при смерти.
Калифорнийская медицинская ассоциация отказалась от своей давней оппозиции в 2015 году во время дебатов о целесообразности принятия законопроекта Об оказании помощи умирающим, вызванных, в частности, больной раком Бриттани Мэйнард. В том же году в Калифорнии был подписан закон о выборе варианта ухода из жизни.
В декабре 2017 года Массачусетское медицинское общество (ММО) проголосовало за отмену своей позиции против ассистированного врачом суицида и заняло нейтральную позицию.
В октябре 2018 года Американская академия семейных врачей (AAFP) проголосовала за то, чтобы занять позицию нейтралитета по отношению к оппозиции. Это противоречит позиции Американской медицинской ассоциации (AMA), которая выступает против.
В январе 2019 года британский Королевский колледж врачей объявил, что займёт нейтральную позицию до тех пор, пока две трети его членов не решат, что он должен либо поддержать, либо выступить против легализации помощи при смерти.

#### Кодекс этики Американской медицинской ассоциации
В июне 2022 года Американская медицинская ассоциация выпустила руководство для тех, кто поддерживает и выступает против ассистированного врачом суицида. Мнение 5.7 Этического кодекса АМА гласит, что «ассистированный врачом суицид в корне несовместим с ролью врача как целителя» и что его будет «трудно или невозможно контролировать, и он будет представлять серьёзный общественный риск», но не запрещает эту практику в явном виде. В заключении 1.1.7 Этического кодекса АМА, которое, по словам АМА, «формулирует продуманную моральную основу для тех, кто поддерживает ассистированный суицид», говорится, что вне конкретных ситуаций, в которых врачи имеют чёткие обязательства, такие как неотложная помощь или соблюдение гражданских прав, «врачи могут действовать (или воздерживаться от действий) в соответствии с велениями своей совести, не нарушая своих профессиональных обязательств».

### Отношение медицинских работников
Широко распространено мнение, что врачи должны играть важную роль, обычно выражаемую как «привратник», в процессе ассистированного суицида и добровольной эвтаназии (что видно из названия «ассистированный врачом суицид»), что часто ставит их на передний план в этом вопросе. Исследования общественного мнения, проводившиеся десятилетиями, показывают, что врачи в США и некоторых европейских странах в меньшей степени поддерживают легализацию ассистированного врачом суицида, чем широкая общественность. В США, несмотря на то, что «около двух третей американской общественности с 1970-х годов» поддерживают легализацию, опросы врачей «редко показывают, что в поддержку этого шага выступает больше половины». Однако мнения врачей и других медицинских работников сильно различаются по вопросу ассистированного врачом суицида, как показано в следующих таблицах.
| Исследование                           | Охват                                      | Готовность оказать помощь в суициде | Готовность оказать помощь в суициде | Нежелание оказать помощь в суициде | Нежелание оказать помощь в суициде |
| -------------------------------------- | ------------------------------------------ | ----------------------------------- | ----------------------------------- | ---------------------------------- | ---------------------------------- |
| Канадская медицинская ассоциация, 2011 | Канадская медицинская ассоциация (n=2,125) | 16 %                                | 16                                  | 44 %                               | 44                                 |
| Коэн, 1994 (NEJM)                      | Врачи штата Вашингтон (n=938)              | 40 %                                | 40                                  | 49 %                               | 49                                 |
| Ли, 1996 (NEJM)                        | Врачи штата Орегон (n=2,761)               | 46 %                                | 46                                  | 31 %                               | 31                                 |

| Исследование                  | Охват                          | За то, чтобы ассистированный врачом суицид был легален | За то, чтобы ассистированный врачом суицид был легален | Не за то, чтобы ассистированный врачом суицид был легален | Не за то, чтобы ассистированный врачом суицид был легален |
| ----------------------------- | ------------------------------ | ------------------------------------------------------ | ------------------------------------------------------ | --------------------------------------------------------- | --------------------------------------------------------- |
| Отчёт Medscape по этике, 2014 | Врачи, работающие в США        | 54 %                                                   | 54                                                     | 31 %                                                      | 31                                                        |
| Сил, 2009                     | Врачи Великобритании (n=3,733) | 35 %                                                   | 35                                                     | 62,2 %                                                    | 62.2                                                      |
| Коэн, 1994 (NEJM)             | Врачи штата Вашингтон (n=938)  | 53 %                                                   | 53                                                     | 39 %                                                      | 39                                                        |

Отношение к ассистированному врачом суициду зависит и от профессии врача; обширный опрос 3733 врачей был проведён при поддержке Национального совета по паллиативной помощи, Age Concern, Help the Hospices, Macmillan Cancer Support, Motor Neurone Disease Association, MS Society и Sue Ryder Care и показал, что оппозиция добровольной эвтаназии и PAS наиболее высока среди специалистов по паллиативной помощи и уходу за пожилыми людьми, причём более 90 % специалистов по паллиативной помощи против изменения закона.
В исследовании, проведённом в 1997 году Институтом права и этики в медицине Университета Глазго, было установлено, что фармацевты (72 %) и анестезиологи (56 %) в целом выступают за легализацию ассистированного врачом суицида. Фармацевты в два раза чаще, чем врачи общей практики, поддерживали мнение о том, что «если пациент решил покончить с жизнью, то врачам по закону должно быть разрешено оказывать помощь». В докладе, опубликованном в январе 2017 года NPR, говорится о том, что тщательность мер защиты, позволяющих врачам воздерживаться от участия в муниципалитетах, легализовавших ассистированный суицид в США, в настоящее время создаёт отсутствие доступа для тех, кто в противном случае имел бы право на эту практику.
Опрос, проведённый в Великобритании, показал, что 54 % врачей общей практики поддерживают или нейтрально относятся к введению законов о помощи при смерти. Аналогичный опрос на сайте Doctors.net.uk, опубликованный в журнале BMJ, показал, что 55 % врачей поддержали бы этот закон. В то же время BMA, представляющая интересы врачей в Великобритании, выступает против.
Анонимный, конфиденциальный почтовый опрос всех врачей общей практики Северной Ирландии, проведённый в 2000 году, показал, что более 70 % опрошенных врачей общей практики выступают против ассистированного врачом суицида и добровольной активной эвтаназии.

## Правовое регулирование
Ассистированный врачом суицид при определённых обстоятельствах легален в некоторых странах, включая Австрию, Бельгию, Канаду, Люксембург, Нидерланды, Новую Зеландию, Испанию, Швейцарию и некоторые штаты США (Калифорния, Колорадо, Гавайи, Мэн, Монтана, Нью-Джерси, Нью-Мексико, Орегон, Вермонт, Вашингтон и Вашингтон, округ Колумбия) и Австралии (Новый Южный Уэльс, Квинсленд, Южная Австралия, Тасмания, Виктория и Западная Австралия). Конституционные суды Колумбии, Германии и Италии легализовали ассистированный суицид, но правительства этих стран пока не приняли законодательных или регулирующих актов.

### Австралия
Законы, касающиеся ассистированного суицида в Австралии, относятся к компетенции правительств штатов, а в случае территорий — федерального правительства. В настоящее время ассистированный врачом суицид легален в штате Виктория, Западной Австралии, Тасмании и Квинсленде. Во всех остальных штатах и территориях он остаётся незаконным.
Согласно законодательству штата Виктория, пациенты могут обращаться к практикующим врачам по вопросам добровольной помощи при смерти, а врачи, включая тех, кто отказывается от неё по соображениям совести, должны обращаться к соответствующим образом подготовленным коллегам, которые не возражают против неё по соображениям совести. Медицинские работники не имеют права начинать разговор или предлагать пациенту добровольную помощь при смерти без предварительной беседы.
Добровольная эвтаназия была легальной в Северной территории в течение короткого времени в соответствии с Законом о правах неизлечимо больных 1995 года, пока этот закон не был отменён федеральным правительством, которое также лишило территории возможности принимать законодательство, касающееся помощи при смерти. Весьма спорная «Машина для эвтаназии» — первый в своём роде изобретённый аппарат для добровольной помощи при смерти, созданный Филипом Ничке и использовавшийся в этот период, в настоящее время хранится в лондонском Музее науки.

### Австрия
В декабре 2020 года Конституционный суд Австрии постановил, что запрет на ассистированный суицид является неконституционным. В декабре 2021 года парламент Австрии легализовал ассистированный суицид для тех, кто неизлечимо болен или имеет постоянное, изнурительное состояние.

### Бельгия
Закон об эвтаназии легализовал добровольную эвтаназию в Бельгии в 2002 году, но он не распространяется на ассистированный врачом суицид.

### Канада
До 1972 года самоубийство считалось в Канаде уголовным преступлением. С 5 июня 2014 года ассистированный врачом суицид разрешён в провинции Квебек. Он было объявлено легальным по всей стране решением Верховного суда Канады «Картер против Канады (Генеральный прокурор)» от 6 февраля 2015 года. После длительной задержки в середине июня 2016 года Палата общин приняла законопроект, разрешающий ассистированный врачом суицид. В период с 10 декабря 2015 года по 30 июня 2017 года в Канаде было зафиксировано 2,149 случаев смерти с медицинской помощью. Исследования, опубликованные Министерством здравоохранения Канады, показывают, что врачи предпочитают добровольную эвтаназию, осуществляемую врачом, ссылаясь на проблемы эффективного применения и предотвращения возможных осложнений при самостоятельном проведении эвтаназии пациентами.

### Китай
В Китае ассистированный суицид является незаконным согласно статьям 232 и 233 Уголовного закона Китайской Народной Республики. В Китае совершение суицида или пренебрежение им считается убийством и может быть наказано тюремным заключением на срок от трёх до семи лет.
В мае 2011 года Чжун Ичунь, фермер, был приговорён народным судом уезда Луннань китайской провинции Цзянси к двум годам лишения свободы за помощь Цзэну Цяньсяну в совершении суицида. Цзэн имел психическое заболевание и неоднократно просил Чжуна помочь ему совершить самоубийство. В октябре 2010 года Цзэн принял чрезмерное количество снотворного и лёг в пещере. Как и планировалось, Чжун позвонил ему через 15 минут, чтобы убедиться, что он мёртв, и похоронил его. Однако, согласно отчёту о вскрытии, причиной смерти стало удушье, а не передозировка. Чжун был осуждён за преступную халатность. В августе 2011 года Чжун подал апелляцию на приговор суда, но она была отклонена.
В 1992 году врач был обвинён в убийстве пациента с раком на поздней стадии с помощью смертельной инъекции. В итоге он был оправдан.

### Колумбия
В мае 1997 года Конституционный суд Колумбии разрешил добровольную эвтаназию больным пациентам, которые просят прекратить их жизнь, приняв статью 326 Уголовного кодекса 1980 года. Это постановление обязано своим успехом усилиям группы, которая решительно выступала против добровольной эвтаназии. Когда один из её членов подал иск против неё в Верховный суд Колумбии, суд вынес решение 6:3, в котором «прописал права смертельно больного человека на добровольную эвтаназию».

#### Известные случаи
В январе 2022 года Виктор Эскобар стал первым человеком в Андской стране с нетерминальным заболеванием, умершим с помощью юридически регулируемой эвтаназии. У 60-летнего Эскобара была хроническая обструктивная болезнь лёгких в последней стадии.

### Дания
В Дании ассистированный суицид является незаконным. Пассивная эвтаназия, или отказ от лечения, не является незаконной. Опрос, проведённый в 2014 году, показал, что 71 % населения Дании выступает за легализацию добровольной эвтаназии и ассистированного врачом суицида.

### Франция
Во Франции ассистированный суицид не является законным. Споры по поводу легализации добровольной эвтаназии и ассистированного врачом суицида не столь масштабны, как в США, благодаря «хорошо развитой программе хосписного ухода» в стране. Однако в 2000 году споры на эту тему разгорелись благодаря Винсенту Гумберту. После автомобильной аварии, в результате которой он «не мог ходить, видеть, говорить, чувствовать запах или вкус», он использовал движение большого пальца правой руки, чтобы написать книгу «Я прошу права умереть» (Je vous demande le droit de mourir), в которой он выразил своё желание «умереть законно». После того, как его апелляция была отклонена, его мать помогла убить его, введя ему передозировку барбитуратов, от которой он впал в кому и умер через два дня. Хотя его мать была арестована за пособничество в смерти сына и позже оправдана, этот случай послужил толчком к принятию нового законодательства, которое гласит, что если медицина «не служит никакой другой цели, кроме искусственного поддержания жизни», то она может быть «приостановлена или не проводиться».

### Германия
Убийство человека в соответствии с его просьбой всегда является незаконным согласно Уголовному кодексу Германии (Параграф 216, «Убийство по просьбе жертвы»).
Ассистированный суицид в целом легален, и Федеральный конституционный суд постановил, что он в целом защищён Основным законом; в 2020 году он отменил запрет на коммерциализацию ассистированного суицида. Поскольку самоубийство само по себе является законным, помощь или поощрение не наказываются обычными правовыми механизмами, касающимися соучастия и подстрекательства (немецкое уголовное право следует идее «соучастия», которая гласит, что «мотивы лица, которое подстрекает другое лицо к совершению самоубийства или помогает в его совершении, не имеют значения»).

#### Путешествие в Швейцарию
В период с 1998 по 2018 год около 1250 граждан Германии (почти в три раза больше, чем граждан любой другой страны) обратились в Dignitas в Цюрихе, Швейцария, для проведения ассистированного суицида, где это разрешено с 1998 года. Швейцария — одна из немногих стран, разрешающих ассистированный суицид для иностранцев-нерезидентов.

#### Ассистированный врачом суицид
Ассистированный врачом суицид был официально легализован 26 февраля 2020 года, когда высший суд Германии снял запрет на «профессионально ассистируемый суицид».

### Исландия
Ассистированный суицид является незаконным.

### Ирландия
Ассистированный суицид является незаконным. «И эвтаназия, и ассистированный суицид являются незаконными в соответствии с ирландским законодательством. В зависимости от обстоятельств, эвтаназия рассматривается как непредумышленное убийство или убийство и наказывается тюремным заключением вплоть до пожизненного».

### Италия
25 сентября 2019 года постановление Конституционного суда Италии 242/2019 признало неконституционной статью 580 Уголовного кодекса; декриминализация ассистированного суицида в случае оказания помощи людям, страдающим необратимой патологией, для ухода из жизни, фактически легализовала ассистированный суицид. Парламент Италии ещё не принял закон, регулирующий ассистированный суицид. 16 июня 2022 года был совершён первый ассистированный суицид.

### Джерси
25 ноября 2021 года Ассамблея штатов проголосовала за легализацию помощи при смерти, и закон, легализующий эту помощь, будет разработан в установленном порядке. Остров Ла-Манш — первая страна на Британских островах, одобрившая эту меру. Предложение, внесённое Советом министров, предполагает создание легальной службы помощи при смерти для жителей старше 18 лет с неизлечимой болезнью или другими неизлечимыми страданиями. Услуга будет добровольной, а методы — либо ассистированный врачом суицид, либо эвтаназия.
Это произошло после проведения кампании и подавляющей общественной поддержки. Поль Газзард и его покойный муж Ален дю Шемин были ключевыми участниками кампании в поддержку легализации помощи при смерти. Было создано гражданское жюри, которое рекомендовало легализовать помощь при смерти на острове.

### Люксембург
После очередной неудачи в получении королевского согласия на легализацию добровольной эвтаназии и ассистированный врачом суицид, в декабре 2008 года парламент Люксембурга внёс поправки в конституцию страны, чтобы отобрать полномочия на это у монарха, Великого герцога Люксембургского. Добровольная эвтаназия и ассистированный врачом суицид были легализованы в стране в апреле 2009 года.

### Нидерланды
Нидерланды стали первой страной в мире, официально легализовавшей добровольную эвтаназию. Ассистированный врачом суицид является законным при тех же условиях, что и добровольная эвтаназия. Ассистированный врачом суицид был разрешён в соответствии с законом 2001 года, в котором указаны конкретные процедуры и требования, необходимые для оказания такой помощи. В Нидерландах ассистированный суицид осуществляется по медицинской модели, что означает, что только врачи пациентов, которые страдают «невыносимо без надежды», имеют право удовлетворить просьбу об ассистированном суициде. Нидерланды разрешают людям старше 12 лет прибегать к ассистированному суициду, если это будет сочтено необходимым.

### Новая Зеландия
Ассистированный суицид был декриминализирован после обязательного референдума в 2020 году по новозеландскому Закону о выборе конца жизни 2019 года. Законодательство предусматривало отсрочку на год до вступления в силу 6 ноября 2021 года. Согласно статье 179 Закона о преступлениях 1961 года, «помощь и пособничество самоубийству» является незаконным, и останется в силе вне рамок, установленных Законом о выборе конца жизни.

### Норвегия
В Норвегии ассистированный суицид запрещён законом. Он рассматривается как убийство и наказывается лишением свободы на срок до 21 года.

### Южная Африка
Южная Африка переживает дебаты по поводу легализации добровольной эвтаназии и ассистированного врачом суицида. Из-за слаборазвитой системы здравоохранения, которой охвачена большая часть страны, Виллем Ландман, «член Комиссии по законодательству ЮАР, на симпозиуме по эвтаназии на Всемирном конгрессе семейных врачей» заявил, что многие южноафриканские врачи будут готовы совершать акты добровольной эвтаназии, когда она будет легализована в стране. Он считает, что из-за нехватки врачей в стране, «[легализация] эвтаназии в Южной Африке была бы преждевременной и трудно реализуемой на практике…».
30 апреля 2015 года Высокий суд Претории выдал адвокату Робину Стрэншэм-Форду ордер, позволяющий врачу помочь ему покончить с собой без угрозы судебного преследования. 6 декабря 2016 года Верховный апелляционный суд отменил решение Высокого суда.

### Швейцария
Несмотря на то, что в некоторых обстоятельствах оказание помощи пациенту при смерти является незаконным, существуют и другие обстоятельства, при которых отсутствует состав преступления. Соответствующее положение Уголовного кодекса Швейцарии гласит: «Лицо, которое из корыстных побуждений подстрекает кого-либо к совершению самоубийства или помогает этому лицу в этом, будет приговорено к тюремному заключению (Zuchthaus) сроком до 5 лет или к тюремному заключению (Gefängnis)».
Предполагается, что лицо, привлечённое к суду по данному обвинению, может избежать осуждения, доказав, что оно "руководствовалось благими намерениями наступления желаемой смерти для облегчения «страданий», а не из «корыстных» побуждений. Чтобы избежать осуждения, лицо должно доказать, что умерший знал, что делает, был способен принять решение и обратился с «искренней» просьбой, то есть просил о смерти несколько раз. Лицо, оказывающее помощь, также должно избегать фактического совершения действия, ведущего к смерти, чтобы не быть осуждённым по статье 114: Убийство по просьбе (Tötung auf Verlangen) — Лицо, которое по уважительным причинам, особенно из сострадания, убивает человека на основании его серьёзной и настойчивой просьбы, будет приговорено к тюремному заключению (Gefängnis). Например, человек, совершающий самоубийство, должен сам нажимать на шприц или принимать таблетку, после того как специалист подготовит все необходимое. Таким образом, страна может криминализировать некоторые спорные действия, против которых будут выступать многие её жители, и одновременно легализовать узкий спектр вспомогательных действий для некоторых из тех, кто ищет помощи, чтобы покончить с жизнью.
Швейцария — одна из немногих стран в мире, где разрешён ассистированный суицид для иностранцев-нерезидентов, что вызывает то, что некоторые критики называют суицидальным туризмом. В период с 1998 по 2018 год около 1,250 граждан Германии (почти в три раза больше, чем граждан любой другой страны) обратились в Dignitas в Цюрихе, Швейцария, чтобы получить помощь в совершении суицида. За тот же период более 400 граждан Великобритании также решили покончить с жизнью в той же клинике.
В мае 2011 года в Цюрихе прошёл референдум, на котором избирателям был задан вопрос о том, следует ли (1) полностью запретить ассистированный суицид; и (2) должны ли Dignitas и другие организации, оказывающие помощь при самоубийстве, не принимать иностранных граждан. Избиратели Цюриха решительно отвергли оба запрета, несмотря на лоббирование против эвтаназии со стороны двух швейцарских социально-консервативных политических партий — Евангелической народной партии Швейцарии и Федерального демократического союза. Предложение о полном запрете отклонили 84 % избирателей, в то время как 78 % проголосовали за то, чтобы оставить услуги открытыми, если они потребуются иностранцам.
В Швейцарии суицид без врачебной помощи является легальным, помощь оказывают в основном добровольцы, в то время как в Бельгии и Нидерландах необходимо присутствие врача. В Швейцарии врачи присутствуют главным образом для того, чтобы оценить способность пациента принимать решения и назначить смертельные препараты. Кроме того, в отличие от случаев в США, от человека не требуется наличие неизлечимой болезни, а только способность принимать решения. Около 25 % людей в Швейцарии, воспользовавшихся помощью в самоубийстве, не имеют неизлечимого заболевания, а просто стары или «устали от жизни».

#### Известные случаи
В январе 2006 года британский врач Энн Тёрнер покончила с собой в клинике Цюриха, когда у неё развилось неизлечимое дегенеративное заболевание. Её история была освещена на Би-би-си, а позже, в 2009 году, по ней был снят телефильм Недолгое пребывание в Швейцарии с Джули Уолтерс в главной роли.
В июле 2009 года британский дирижёр сэр Эдвард Даунс и его жена Джоан умерли вместе в клинике самоубийств под Цюрихом «при обстоятельствах по собственному выбору». Сэр Эдвард не был смертельно болен, но у его жены был диагностирован быстро развивающийся рак.
В марте 2010 года американская телепрограмма PBS Frontline показала документальный фильм под названием «Турист-самоубийца», в котором рассказывалась история профессора Крейга Юэрта, его семьи и компании Dignitas, и их решение совершить ассистированный суицид с использованием пентобарбитала натрия в Швейцарии после того, как ему был поставлен диагноз БАС (болезнь Лу Герига).
В июне 2011 года Би-би-си показала по телевидению ассистированное самоубийство Питера Смедли, владельца консервного завода, страдавшего болезнью двигательного нейрона. Программа — Выбор умереть сэра Терри Пратчетта — рассказывала о пути Смедли к концу, где он воспользовался услугами клиники «Dignitas», клиники добровольной эвтаназии в Швейцарии, чтобы помочь ему совершить самоубийство. В программе показано, как Смедли ест шоколад, чтобы нейтрализовать неприятный вкус жидкости, которую он пьёт, чтобы покончить с жизнью. Через несколько мгновений после употребления жидкости Смедли попросил воды, задыхаясь и покраснев, он погрузился в глубокий сон, в котором сильно храпел, держа за руку свою жену. Через несколько минут Смедли перестал дышать, и его сердце перестало биться.

### Уругвай
Хотя ассистированный суицид и является преступлением, он, по-видимому, не вызвал ни одного обвинительного приговора, поскольку статья 37 Уголовного кодекса (вступившего в силу в 1934 году) гласит: «Судьи уполномочены отказаться от наказания человека, чья предыдущая жизнь была благородной, если он совершает убийство из сострадания, вызванного неоднократными просьбами жертвы».

### Великобритания

#### Англия и Уэльс
Преднамеренное содействие самоубийству является незаконным. В период с 2003 по 2006 год лорд Джоффе предпринял четыре попытки внести законопроекты, которые легализовали бы ассистированный врачом суицид в Англии и Уэльсе. Все они были отклонены парламентом Великобритании. В то же время Генеральный прокурор уточнил критерии, по которым в Англии и Уэльсе человек может быть привлечён к ответственности за помощь в самоубийстве другого человека. Эти критерии ещё не были проверены апелляционным судом. В 2014 году лорд Фальконер из Торотона внёс в Палату лордов законопроект об оказании помощи при смерти, который прошёл второе чтение, но не успел пройти до всеобщих выборов. Во время прохождения законопроекта пэры проголосовали за две поправки, предложенные противниками законопроекта. В 2015 году депутат-лейборист Роб Маррис внёс в Палату общин ещё один законопроект, основанный на предложениях Фальконера. Второе чтение стало первым случаем, когда палата смогла проголосовать по этому вопросу с 1997 года. Опрос Populus показал, что 82 % британской общественности согласны с предложениями законопроекта лорда Фальконера об ассистированной смерти. Однако в ходе свободного голосования 11 сентября 2015 года только 118 членов парламента высказались за, а 330 — против, таким образом, законопроект потерпел поражение.

#### Шотландия
В отличие от других юрисдикций Соединённого Королевства, самоубийство не было незаконным в Шотландии до 1961 года (и до сих пор не является таковым), поэтому не было создано никаких связанных с ним составов преступлений в качестве имитации. В зависимости от фактического характера любой помощи, оказанной самоубийце, может быть совершено преступление в виде убийства или непреднамеренное убийство, или же состав преступления может вообще отсутствовать; ближайшим сравнительным примером современных судебных процессов могут быть случаи, когда обвинительный приговор в убийстве с повинной был вынесен в отношении наркоманов, умерших непреднамеренно после того, как им была оказана немедицинская помощь в виде инъекции «на руках». Современное законодательство характеризуется недостаточной определённостью в отношении помощи человеку, намеревающемуся умереть, а также отсутствием соответствующего прецедентного права; это привело к попыткам ввести законы, обеспечивающие большую определённость.
В январе 2010 года в шотландский парламент был внесён законопроект независимого депутата Марго Макдональд «О помощи в конце жизни», разрешающий ассистированный врачом суицид. Католическая церковь и Церковь Шотландии, крупнейшая деноминация в Шотландии, выступили против законопроекта. В декабре 2010 года законопроект был отклонён 85-16 голосами (при двух воздержавшихся).
 Законопроект об ассистированном суициде (Шотландия) был внесён 13 ноября 2013 года покойной Марго Макдональд и был принят Патриком Харви после смерти г-жи Макдональд. В январе 2015 года законопроект прошёл стадию рассмотрения в главном комитете и спустя несколько месяцев был вынесен на голосование в парламенте, однако законопроект снова был отклонён.

#### Северная Ирландия
Здравоохранение в Соединённом Королевстве — вопрос, переданный в ведение Великобритании, и поэтому Ассамблея Северной Ирландии должна принять закон об оказании помощи при смерти по своему усмотрению. По состоянию на 2018 год такой законопроект в Ассамблею не вносился.

#### Коалиция по оказанию помощи при смерти
В начале 2019 года была сформирована коалиция организаций по оказанию помощи умирающим, выступающих за юридическое признание права на смерть.

### США
Ассистированная смерть легальна в американских штатах Калифорния (на основании Закона Калифорнии о вариантах окончания жизни 2015 года, принятого в июне 2016 года), Колорадо (Закон о вариантах окончания жизни 2016 года), Гавайи (Закон о смерти с достоинством 2018 года), Орегон (на основании Закона Орегона о смерти с достоинством 1994 года), Вашингтон (Закон Вашингтона о смерти с достоинством от 2008 года), Вашингтон (Закон округа Колумбия о смерти с достоинством от 2016 года), Нью-Джерси (Закон Нью-Джерси о билле о правах на достойную смерть от 2019 года), Нью-Мексико (Закон Элизабет Уайтфилд о вариантах окончания жизни от 2021 года), Мэн (1 января 2020 года — Закон штата Мэн о смерти с достоинством от 2019 года) и Вермонт (Закон о выборе и контроле пациента в конце жизни от 2013 года). В Монтане Верховный суд штата Монтана в деле Бакстер против Монтаны (2009) постановил, что он не нашёл ни одного закона или причины общественного порядка, которые бы запрещали ассистированную врачом смерть. В штатах Орегон и Вашингтон установлены некоторые ограничения. С 2014 года в Нью-Мексико она была ненадолго легальна в связи с решением суда, но этот вердикт был отменён в 2015 году. Нью-Мексико — самый последний штат, легализовавший ассистированный врачом суицид: Закон о вариантах ухода из жизни Элизабет Уайтфилд был подписан губернатором Мишель Луджан Гришам 8 апреля 2021 года и вступил в силу 18 июня 2021 года.
В Орегоне для назначения лекарств требуется врач, и их приём должен осуществляться самостоятельно. Чтобы иметь право на участие в программе, пациент должен быть диагностирован лечащим врачом, а также консультирующим врачом, с неизлечимым заболеванием, которое приведёт к смерти человека в течение шести месяцев. Закон гласит, что для участия в программе пациент должен быть: 1) 18 лет или старше, 2) жителем штата Орегон, 3) способным самостоятельно принимать решения о медицинской помощи и сообщать о них, и 4) иметь диагноз неизлечимого заболевания, которое приведёт к смерти в течение шести месяцев. Соответствие этим критериям определяет лечащий врач. Пациент должен устно попросить о приёме лекарства не менее двух раз и предоставить не менее одного (1) письменного запроса. Врач должен уведомить пациента об альтернативах, таких как паллиативная помощь, хоспис и обезболивание. Наконец, врач должен попросить, но не требовать, чтобы пациент уведомил ближайших родственников о том, что он просит выписать рецепт на смертельную дозу лекарства. Если все требования соблюдены, а пациент признан компетентным и полностью уверен в своём желании покончить с жизнью, врач выпишет рецепт на лекарство.
Закон был принят в 1997 году. По состоянию на 2013 год в общей сложности 1,173 человека имели выписанные рецепты DWDA, и 752 пациента умерли от приёма лекарств, выписанных в соответствии с DWDA. В 2013 году в Орегоне на 10,000 всех смертей приходилось примерно 22 случая смерти при оказании помощи.
Правила и ограничения Вашингтона схожи, если не полностью совпадают с правилами и ограничениями Орегона. Мало того, что пациент должен соответствовать вышеуказанным критериям, он также должен быть осмотрен не одним, а двумя врачами, имеющими лицензию в штате проживания. Оба врача должны прийти к одинаковому заключению о состоянии здоровья пациента. Если один врач не считает пациента подходящим для назначения лечения, то пациент должен пройти психологическое обследование, чтобы определить, действительно ли он способен и психически здоров принять решение об оказании помощи при смерти или нет.
В мае 2013 года Вермонт стал четвёртым штатом в союзе, легализовавшим медицинскую помощь при смерти. Палата представителей Вермонта проголосовала 75-65 за одобрение законопроекта «Закон о выборе и контроле пациента при окончании жизни». Согласно этому законопроекту, пациент должен быть не моложе 18 лет, являться жителем Вермонта и страдать от неизлечимого и неподдающегося лечению заболевания, чтобы при этом жить ему осталось менее шести месяцев. Кроме того, медицинское заключение должно быть вынесено двумя врачами, включая назначающего врача.
В январе 2014 года казалось, что Нью-Мексико приблизился к тому, чтобы стать пятым штатом США, легализовавшим ассистированный врачом суицид через решение суда. «Суд не может представить себе более фундаментального, более частного или более неотъемлемого права для свободы, безопасности и счастья жителя Нью-Мексико, чем право компетентного, неизлечимо больного пациента выбрать помощь при смерти», — написал судья Нан Г. Нэш из второго окружного суда в Альбукерке. Генеральная прокуратура штата Нью-Мексико заявила, что изучает это решение и подачу апелляции в Верховный суд штата. Однако 11 августа 2015 года Апелляционный суд Нью-Мексико решением со счётом 2:1 отменил постановление окружного суда округа Берналильо. Суд вынес вердикт: «Мы пришли к выводу, что помощь при смерти не является фундаментальным интересом свободы по Конституции Нью-Мексико». 8 апреля 2021 года губернатор Нью-Мексико подписал Закон Элизабет Уайтфилд о вариантах ухода из жизни, легализующий ассистированный суицид в штате. Закон вступил в силу 18 июня 2021 года.
В ноябре 2016 года жители Колорадо 65 % голосов одобрили предложение 106, Закон Колорадо о вариантах ухода из жизни. Он стал третьим штатом, легализовавшим медицинскую помощь при смерти путём всенародного голосования, в результате чего общее число штатов достигло шести.
Наказание за участие во врачебной помощи при смерти (PAD) варьируется во многих штатах. Штат Вайоминг «не признаёт преступлений общего права и не имеет закона, специально запрещающего ассистированный врачом суицид». Во Флориде «каждый человек, сознательно помогающий другому в совершении самоубийства, виновен в непредумышленном убийстве, преступлении второй степени».
Штаты, в которых в настоящее время рассматриваются законопроекты о ассистированном врачом суициде
Аризона, Коннектикут, Индиана, Нью-Йорк и Вирджиния.
Вашингтон против Глаксберга
В Вашингтоне ассистированный врачом суицид стал легальным только в 2008 году. В 1997 году четыре вашингтонских врача и три неизлечимо больных пациента подали иск, чтобы оспорить существовавший в то время запрет на медицинскую помощь при смерти. Этот иск сначала прошёл слушания в окружном суде, где было вынесено решение в пользу группы врачей и смертельно больных пациентов — Глаксберга. Затем иск был подтверждён Девятым окружным судом. Таким образом, он был передан в Верховный суд, и там Верховный суд решил выдать Вашингтону certiorari. В конечном итоге Верховный суд единогласно постановил, что медицинская помощь при смерти не является защищённым правом по конституции на момент рассмотрения данного дела.

#### Бриттани Мэйнард
Широкую огласку в Соединённых Штатах получил случай смерти Бриттани Мейнард в 2014 году. После того как у неё был диагностирован рак мозга в последней стадии, Мэйнард решила, что вместо того, чтобы страдать от побочных эффектов, которые принесёт рак, она хочет сама выбрать, когда ей умереть. Когда ей поставили диагноз, она жила в Калифорнии, где ассистированная смерть не была разрешена законом. Она и её муж переехали в Орегон, где ассистированная смерть была легальна, и она смогла воспользоваться этой программой. Перед смертью она основала фонд Бриттани Мейнард, который работает над легализацией возможности выбора прекращения жизни в случае неизлечимого заболевания. Её общественная деятельность побудила её семью продолжать добиваться принятия законов о помощи при смерти во всех 50 штатах.
В Калифорнии
Ассистированный суицид был легализован 9 июня 2016 года в соответствии с Законом Калифорнии о вариантах ухода из жизни. Этот билль предоставил неизлечимо больным пациентам возможность принимать решения о времени и способах смерти самостоятельно. Лекарство назначается лицензированным врачом пациентам старше 18 лет, страдающим необратимым хроническим заболеванием, влияющим на жизнь, и находящимся в здравом уме, чтобы принимать такие решения. После принятия в 2016 году законопроект действовал только в течение 10 лет и должен был быть продлён до 2026 года. 5 октября 2021 года губернатор Калифорнии Гэвин Ньюсом подписал продление срока действия билля до 1 января 2031 года. Пересмотренный билль также сократил период ожидания одобрения с 15 дней до 48 часов и обязал медицинские учреждения публиковать информацию об уходе в конце жизни на своём веб-сайте. Подобные изменения в законодательстве в значительной степени пошли на пользу, и общее одобрение ассистированного суицида возросло. В период с 1990 по 1995 год врачи стали все более восприимчивыми к концепции ассистированного суицида.